# Неводское
Неводское — село в Томаринском городском округе Сахалинской области России.

## География
Село находится на берегу Татарского пролива, на расстоянии 5 км к северо-востоку от города Томари, административного центра округа.

## История
До 1945 года принадлежало японскому губернаторству Карафуто и называлось Эбэ (яп. 江部). После передачи Южного Сахалина СССР село получило современное название (предлагался также вариант Рыбацкий).

## Население
| 2002 | 2010 | 2013 | 2021 |
| ---- | ---- | ---- | ---- |
| 30   | ↘6   | →6   | ↘0   |

### Половой состав
Согласно результатам переписи 2002 года, в селе проживало 30 человек (16 мужчин и 14 женщин).

### Национальный состав
Согласно результатам переписи 2002 года, в национальной структуре населения русские составляли 87 % из 30 чел.